# Xã Upper Allen, Quận Cumberland, Pennsylvania
Xã Upper Allen (tiếng Anh: Upper Allen Township) là một xã thuộc quận Cumberland, tiểu bang Pennsylvania, Hoa Kỳ. Năm 2010, dân số của xã này là 18.059 người.